# Dennis Boskailo
Dennis Boskailo, född 5 januari 1988 i Sverige, är en svensk fotbollsspelare (försvarare). Han har Köping FF som moderklubb.

## Karriär
Boskailo växte upp i Köping och startade sin fotbollskarriär i Köping FF.
Inför säsongen 2006 skrev Boskailo på ett kontrakt med Djurgårdens IF till och med säsongen 2009. Han hade tröjnummer 24 säsongen 2006. När Elias Storm lämnade Djurgården inför säsongen 2007 tog Boskailo över nummer 4.
Efter att inte ha spelat en enda allsvensk match på en och en halv säsong lånades Boskailo ut i juli 2007 resten av säsongen till superettan-laget IF Sylvia för att få mer speltid och det blev 11 seriematcher matcher från start varav 9 hela matcher och 2 matcher där han byttes ut.
Inför säsongen 2008 lånades han ut till superettanlaget Falkenbergs FF för att fortsätta få mycket speltid, men avbröt utlåningen redan under sommaren efter utebliven speltid för att igen lånas ut till IF Sylvia resten av säsongen 2008.
Den 2 november 2008 skrev Boskailo på för säsongen 2009 med Västerås SK som skulle spela division 1. Efter säsongen 2009 valde Djurgården att inte förlänga kontraktet med Boskailo. Han skrev istället på ett 3-årskontakt med Västeråsklubben Syrianska IF Kerburan. Där stannade han i en säsong innan han skrev på för Juventus IF.
Boskailo återvände senare till sin moderklubb Köping FF och stannade där ett år innan han skrev på ett tvåårskontrakt för Arboga Södra IF.